# Lepisiota opaca
Lepisiota opaca (лат.) — вид мелких муравьёв рода Lepisiota из подсемейства Формицины.

## Распространение
Южная Азия, в том числе, Индия.

## Описание
Длина рабочих особей около 2 мм. Голова субквадратная с несколько выпуклыми сторонами. Мандибулы узкие. Наличник выпуклый посередине и субкилевидный. Скапус усиков едва выступает на 1/3 своей длины к заднему краю головы. Сложные глаза расположены на средней линии головы. Глазки (оцеллии) очень маленькие, но отчётливые. Верх переднеспинки почти плоский и полуплечистый на передних углах. Промезонотальный шов сильно вдавленный, блестящий. Среднеспинка узкая. Заднеспинка короткая, проподеум с двумя удлиненными латеральными выростами в виде крупных треугольных зубов. Петиоль толще, чем у L. capensis, увенчан двумя длинными шипами. Тело полностью матовое, густо сетчато-пунктированное, кроме блестящего брюшка. Окраска тела рыжевато-красная, а брюшко красновато-бурого цвета. Короткие, редкие, желтоватые торчащие щетинки на теле, за исключением ног и усиков. Опушение очень редкое. Усики состоят из 11 члеников; глаза хорошо развиты. Нижнечелюстные щупики 6-члениковые, губные щупики состоят из 4 сегментов (формула щупиков 6,4). Заднегрудь с парой проподеальных шипиков. Сходен с видом L. pusaensis, отличаясь матовой скульптурой головы и груди.

## Таксономия
Вид был впервые описан в 1892 году швейцарским мирмекологом Огюстом Форелем по типовым материалам из Индии под первоначальным названием Acantholepis opaca Forel, 1892. С 1994 года в составе рода Lepisiota.